# 今瀨未知
今瀬未知（いませ みち、1月20日 - ）是日本的女性配音員。隸屬I'm Enterprise。出生於東京都。

## 出演作品

### 電視動畫
2008年
- 野良耳2（半田媽媽）

2009年
- 瑪莉亞的凝望 第4季（司会）

2014年
- 熱情傳奇〜導師的黎明〜（史雷（幼少期））

### 遊戲
- ARIA The NATURAL ～遙遠記憶之幻象～（八百屋先生）
- L的季節2 invisible memories（中等部女學生）
- 轉生八犬士封魔錄（國枝妙子）
- TIGER×DRAGON!虎與龍 攜帶版!
- 秋之回憶：從今以後again（花祭香憐）

### DramaCD
- 貧乏姊妹物語（母親）
- 瑪莉亞的凝望 ロサ・カニーナ（女學生）

### 外國片配音
- 急診室的春天（茱莉）
- 犯罪心理（佐伊霍克斯（艾美·大衛森））
- 飛越比佛利
- 超時空感應（妮可柯比）
- 神經妙探7

## 外部連結
- アイムエンタープライズによる公式プロフィール（日語）